# Trioxyde de molybdène
Pour les articles homonymes, voir Oxyde de molybdène.
Le trioxyde de molybdène est un composé chimique de formule MoO3. Il existe naturellement sous la forme d'un minéral rare, la molybdite, et est produit en plus grande quantité que n'importe quel autre composé du molybdène.
Il est utilisé principalement comme catalyseur dans des réactions d'oxydation et comme matière première pour la production du molybdène métallique.

## Production et réactions principales
Le molybdène est en général un composant minoritaire d'autres minerais tels que CuS2. Il se trouve alors sous forme de disulfure de molybdène. Le trioxyde de molybdène est donc produit industriellement par grillage de MoS2, principal minerai du molybdène :
2 MoS2 + 7 O2 → 2 MoO3 + 4 SO2.
On obtient du trioxyde de molybdène technique dans lequel on trouve aussi du dioxyde de molybdène MoO2. Cet oxyde peut ensuite être purifié par sublimation à haute température, ou par traitement à l'ammoniaque.
Au laboratoire, on prépare MoO3 par l'acidification de solutions aqueuses de molybdate de sodium Na2MoO4 par l'acide perchlorique HClO4 :
Na2MoO4 + H2O + 2 HClO4 → MoO3·2H2O + 2 NaClO4.
Le dihydrate MoO3·2H2O perd rapidement son eau pour donner le monohydrate MoO3·H2O ; ces deux composés sont jaune vif.
Le trioxyde de molybdène se dissout difficilement dans l'eau pour donner de l'« acide molybdique » H2MoO4.

## Utilisations
Le molybdène est utilisé comme additif dans les aciers et les alliages pour améliorer leur résistance à la corrosion. En fonction du milieu dans lequel l'acier est utilisé (acide ou basique), les phases qui inhibent cette corrosion peuvent être les oxydes de molybdène MoO2 et MoO3, et l'hydroxyde de molybdène Mo(OH)3.
L'oxyde de molybdène est utilisé comme matière première pour la synthèse de molybdène, pour cela on réduit l'oxyde de molybdène par du dihydrogène à haute température. La réaction est :
MoO3 + 3 H2 → Mo + 3 H2O
Le trioxyde de molybdène est aussi utilisé comme catalyseur pour certaines réactions d'oxydation, il entre par exemple dans la composition des phosphomolybdates utilisés dans la synthèse d'acrylonitrile à partir de propène et d'ammoniac.